# Ocidentais (livro)
Ocidentais é um livro de poesias escrito por Machado de Assis. Foi publicado pela primeira vez em 1901, juntamente com Crisálidas, Falenas e Americanas, na coletânea Poesias Completas.

## Poesias
As poesias que compõem o livro são:
- O Desfecho
- Círculo Vicioso
- Uma Criatura
- A Artur de Oliveira, enfermo.
- Mundo Interior
- O Corvo (uma tradução de Machado de Assis de The Raven, de Edgar Allan Poe)
- Perguntas sem Respostas
- Ser ou Não Ser (outra tradução de Machado de Assis, dessa vez de To Be or Not to Be de William Shakespeare)
- Lindoia
- Suave Mari Magno
- A Mosca Azul
- Antônio José
- Espinosa
- Gonçalves Crespo
- Alencar
- Camões
- José de Anchieta
- Soneto de Natal
- Os Animais Iscados da Peste (tradução de um texto de Jean de La Fontaine)
- Dante
- A Felício dos Santos
- Maria
- A uma Senhora que me pediu versos.
- Clódia
- No Alto